# Progreso Airport
Progreso Airport är en flygplats i Bolivia.   Den ligger i departementet Beni, i den centrala delen av landet, 500 km norr om huvudstaden Sucre. Progreso Airport ligger 149 meter över havet.